# Municipio de Blacktail
El municipio de Blacktail (en inglés: Blacktail Township) es un municipio ubicado en el condado de Williams en el estado estadounidense de Dakota del Norte. En el año 2010 tenía una población de 62 habitantes y una densidad poblacional de 0,66 personas por km².

## Geografía
El municipio de Blacktail se encuentra ubicado en las coordenadas 48°24′52″N 103°43′49″O / 48.41444, -103.73028. Según la Oficina del Censo de los Estados Unidos, el municipio tiene una superficie total de 93.42 km², de la cual 92,81 km² corresponden a tierra firme y (0,66 %) 0,61 km² es agua.

## Demografía
Según el censo de 2010, había 62 personas residiendo en el municipio de Blacktail. La densidad de población era de 0,66 hab./km². De los 62 habitantes, el municipio de Blacktail estaba compuesto por el 96,77 % blancos y el 3,23 % eran de una mezcla de razas. Del total de la población el 0 % eran hispanos o latinos de cualquier raza.